# 28 héttel később
A 28 héttel később (eredeti cím: 28 Weeks Later)  2007-ben bemutatott angol-spanyol horrorfilm, a 2002-es 28 nappal később folytatása. Rendezője és társírója Juan Carlos Fresnadillo. 
Világpremierje 2007. április 27-én volt Londonban, Magyarországon 2007. november 6-án jelent meg DVD-n.
A filmet Londonban és a 3 Mills Studiosban forgatták. Egy jelenet a Wembley Stadionban játszódott volna, de a még nem befejezett építési munkálatok miatt a stadiont végül a cardiffi Millennium Stadion helyettesítette.

## Cselekmény
A vírus kitörése idején Donald Harris (Robert Carlyle) és felesége, Alice (Catherine McCormack) egy vidéki házban húzza meg magát Angliában. Négy túlélővel osztják meg a hajlékot, és mindannyiukon egyre inkább eluralkodik a kétségbeesés, ahogy további lehetséges túlélőkről vitatkoznak. A szóváltást egy gyerek kiabálása töri meg, aki bebocsátást kér. Donald habozik, de végül beengedik. A fiú elmondja, hogy a szülei kergették, akik elkapták a vírust. Kint egy egész horda fertőzött gyülekezik, akik hamarosan meg is támadják a házat. A kitörő káoszban a legtöbben elkapják a vírust. Alice kétségbeesetten kéri férjét, hogy segítsen neki és a fiúnak, de Donald kimenekül a házból és egyedüliként épphogy sikerül elmenekülnie egy közelben várakozó motorcsónakon.
A járvány kitörését követő 28 hét folyamán minden fertőzött éhen hal és Nagy-Britanniát viszonylag biztonságosnak nyilvánítják. Az amerikaiak által irányított NATO csapatok, élükön Stone dandártábornokkal (Idris Elba), megkezdik London újbóli betelepítését. Az újonnan érkezők között van Tammy (Imogen Poots) és Andy (Mackintosh Muggleton), Don és Alice gyermekei, akik a járvány kitörésekor Spanyolországban voltak. Azonnal bebocsátást nyernek az ún. Egyes Körzetbe, ami London és az egész ország egyetlen, az amerikai katonák által szigorúan ellenőrzött, biztonságos területe. Amikor Scarlet Ross őrnagy (Rose Byrne) megvizsgálja őket, megemlíti Andy különleges, kétszínű szemét, amit a fiú édesanyjától örökölt. Doyle őrmester (Jeremy Renner) és helikopter-pilóta barátja, Flynn (Harold Perrineau) azok között van, akik az Egyes Körzetet őrzik. Andy és Tammy találkoznak édesapjukkal, aki időközben a körzet gondnoka lett. Első közös estjük alatt Don elmeséli a gyerekeknek, hogy édesanyjuk meghalt.
A következő nap Andy és Tammy kiosonnak a biztonságos zónából, és felkutatják régi otthonukat. Doyle meglátja őket és jelzi a szökést. A gyerekek remélik, hogy elhozhatnak egy fényképet a házból édesanyjukról, de megdöbbenésükre magát Alice-t is megtalálják a padláson. A katonák ekkor érkeznek meg és mindhármukat beviszik a központba. Ross őrnagy megvizsgálja Alice-t és megtalálja a vírust a vérében, annak ellenére, hogy nincsenek tünetei, leszámítva kissé véres szemét. Ez azt jelenti, hogy a nő vírushordozó, de mivel tünetmentes, bizonyos értelemben veszélyesebb a fertőzötteknél. Amikor Don megtudja, hogy megtalálták életben maradt feleségét, azonnal elmegy meglátogatni őt. Rangidős gondnokként könnyűszerrel jut be a szigorúan őrzött Alice-hoz. Bocsánatot kér tőle, amiért magára hagyta, és megcsókolja. A nőben lévő vírus azonnal megfertőzi Dont. A tudatát vesztette Don kíméletlenül meggyilkolja feleségét és ámokfutásba kezd az épületben, megölve és megfertőzve a katonákat.
Az Egyes Körzetben a Vörös Kód lép életbe és az embereket biztonsági szobákba próbálják terelni. Minden elővigyázatosság ellenére azonban rengeteg ember fertőződik meg, Scarletnek az utolsó pillanatban sikerül biztonságos helyre vinnie Tammyt és Andyt. A katonák kezdetben próbálják csak azokat kiiktatni, akik veszélyt jelenthetnek, de a menekülő tömegben ez hamar lehetetlenné válik. Végül megkapják a parancsot, hogy mindenki célpont. Doyle, aki képtelen teljesíteni ezt az utasítást, elhagyja őrhelyét és elmenekül a helyszínről a gyerekek, Scarlet és néhány túlélő társaságában. Stone elrendeli az Egyes Körzet teljes felperzselését tűzbombákkal, de néhány fertőzött, köztük Don, addigra már elhagyta a területet. A menekülők egy kihalt vándorcirkusznál találnak nyugalmat. Scarlet elmondja Doyle-nak, hogy a gyerekek lehetnek a kulcs egy hatásos vakcina elkészítéséhez, ezért bármi áron meg kell őket védeni. Flynn megérkezik a helikopterrel, hogy felvegye Doyle-t, és senki mást. Állítása szerint azonnal lelőnék őket, ha potenciális fertőzött civileket szállít. Végül senkit nem tud felvenni és közli Doyle-lal rádión, hogy a Wembley Stadionban találkozzanak, de senkit ne hozzon magával. Az őrmester figyelmen kívül hagyja ez utóbbi kérést és elindul a többiekkel a stadion felé.
Útközben a katonaság által bevetett mérgező gázok ellen egy autóba menekülnek. Miután a fertőzöttek meghalnak a gázoktól, két katona jelenik meg lángszóróval elégetni a holttesteket. Az autó azonban nem indul, ezért Doyle kiszáll és megtolja. Ezzel sikerül elindulniuk, Doyle-t azonban a két katona elégeti. Scarlet a londoni metróba vezeti a kocsit, ahol Don megtámadja őket. Scarletet megöli, Andyt pedig megharapja. Tammy lelövi apjukat, Andy pedig, anyjukhoz hasonlóan, tünetmentes marad, bár neki is kissé véres lesz a szeme. A két gyerek végül sikeresen eljut a stadionhoz, ahol Flynn vonakodva bár, de felveszi őket. A helikopter a La Manche-on keresztül Franciaország felé veszi az irányt.
28 nappal később Flynn elhagyatott helikopterroncsának rádióján keresztül egy hang segítséget kér franciául. Egy csoport fertőzött egy alagúton keresztül rohan, amiről pillanatokkal később kiderül, hogy a párizsi metró Trocadéro állomása, a közeli Eiffel-torony elmosódott sziluettjével.

## Szereposztás
| Színész              | Szerep               | Magyar hang    |
| -------------------- | -------------------- | -------------- |
| Robert Carlyle       | Don Harris           | Stohl András   |
| Rose Byrne           | Scarlet Ross őrnagy  | Ruttkay Laura  |
| Jeremy Renner        | Doyle őrmester       | Schmied Zoltán |
| Harold Perrineau     | Flynn                | Hujber Ferenc  |
| Catherine McCormack  | Alice Harris         | Pálfi Kata     |
| Mackintosh Muggleton | Andy Harris          | Glósz András   |
| Imogen Poots         | Tammy Harris         | Molnár Ilona   |
| Idris Elba           | Stone dandártábornok | Zágoni Zsolt   |

## Marketing
A 28 héttel később-et számos módon népszerűsítették, főleg a film témáját, illetve a korábbi részt felhasználva. Az alábbi lista az ilyen reklámokat mutatja be:
- Fertőzésveszély-figyelmeztetés: 2007. április 13-án, 28 nappal a film angliai mozikba kerülése előtt a doveri fehér sziklák oldalára egy fertőzésveszélyre figyelmeztető jelzést vetítettek.[6] Az ábra a fertőzésveszély nemzetközi jelölését tartalmazta, alatta magyarázó felirattal: fertőzött, maradj távol!
- Graphic novel: 2006 júliusában a Fox Atomic Comics és a HarperCollins kiadó bejelentette, hogy 2007. elején megjelenik a 28 Days Later: The Aftermath című graphic novel, amely a két film, a 28 nappal később és a 28 héttel később, között eltelt idő eseményeit öleli fel.[7] A képregényalbum animált változata felkerült a 28 héttel később DVD és BD kiadásaira.[8]

- Vírusreklám: London és Birmingham egyes részein a film weboldalát (www.ragevirus.com) lemosható graffitivel hirdették. Azonban a lap neve nem volt regisztrálva, és így gyorsan lefoglalták. A hirdető cég, amelyik a hibát elkövette, végül megvásárolta a jogokat doménnév használatáért.[9]

- Kellékek eladása: 2007 áprilisában a Bloody Disgusting nevű horror és sci-fi filmekre szakosodott honlap lehetőséget adott olvasóinak, hogy megnyerjenek egy-egy kelléket a 28 héttel később-ben használtakból. A kellékeket egy Egyes Zóna üdvözlőcsomag részeként adták át, ami tartalmazott még egy valódi azonosító kártyát és a londoni Evening Standard egy olyan kiadását, amely a címlapon a körzet evakuálását közölte. A honlap csak az Egyesült Államokban élők számára biztosított lehetőséget a részvételre, és 2007. május 9-én véget ért az akció.[10]

- Játék: 2007 májusában a 20th Century Fox feltett egy böngészős játékot a nemzetközi honlapjára, a www.foxinternational.com-ra. A játékban az egyik fertőzöttet kellett irányítani, a város három különböző pontján.[11]

## Fogadtatás
A film többnyire pozitív kritikai fogadtatásban részesült, a Rotten Tomatoes összesítésén 71%-ot ért el 187 kritika alapján (ebből 132 pozitív). A. O. Scott a következőket írta a The New York Times számára: "a 28 héttel később brutális és már majdhogynem fárasztóan félelmetes, pont úgy, ahogy egy tiszteletreméltó zombis filmnek lennie kell. Emellett üdítően okos, mind az ötletek, mind pedig a technikai megvalósítás terén."
A filmet több mint 2000 moziban kezdték vetíteni az Egyesült Államokban. Az első heti bevétele majd 13 és fél millió dollár volt, amivel a heti top listán a 2. helyig kapaszkodott fel. Az USA-beli összbevétele 28,6 millió dollár lett, az USA-n kívül pedig összesen 36,6 millió dollár. Ezzel a 2007-ben bemutatott filmeket összesítő toplistán a 88. helyet szerezte meg.
Összesen 1,3 millió DVD-t adtak el a filmből az Egyesült Államokban, ami eddig több mint 24,6 millió dollár bevételt jelent. Az alkotás megjelent az első résszel közös szettben is és magában is.

## Lehetséges folytatás
2007 júniusában bejelentette a Fox Atomic, hogy ha a DVD eladásai magasak lesznek, készülhet egy harmadik rész is. Egy hónappal később, a Napfény című alkotás népszerűsítése során Boyle azt állította, hogy alakulóban van egy történet a harmadik filmnek.
2010 októberében Alex Garlandot megkérdezték, hogy mi a 28 hónappal később megvalósulásának lehetősége. Azt válaszolta, hogy amikor a 28 nappal később elkészült, a jogokat olyan emberek szerezték meg, akik már nincsenek többé beszélő viszonyban és így a 28 hónappal később sohasem fog megvalósulni, ha ezek az emberek nem békülnek ki.

## Fordítás
Ez a szócikk részben vagy egészben  a(z)   28 Weeks Later című angol Wikipédia-szócikk ezen változatának fordításán alapul.  Az eredeti cikk szerkesztőit annak laptörténete sorolja fel. Ez a jelzés csupán a megfogalmazás eredetét és a szerzői jogokat jelzi, nem szolgál a cikkben szereplő információk forrásmegjelöléseként.